# 金雀马尾参
金雀马尾参（学名：Ceropegia mairei）是夹竹桃科吊灯花属的植物，为中国的特有植物。分布于中国大陆的昆明、贵州、四川、云南等地，生长于海拔1,000米至2,300米的地区，一般生长在山地石罅中，目前尚未由人工引种栽培。

## 别名
太子参（云南楚雄）；普吉藤（中国高等植物图鉴）

## 形态特征
多年生草质藤本，长达35厘米；根丛生肉质；茎被微毛。叶直立展开，椭圆形或椭圆状披针形，长1—4厘米，中间最宽处4—12毫米，端部急尖或短渐尖，叶面及叶柄被微柔毛，叶背除中脉被微毛外无毛，边缘略有反卷；叶柄长约1厘米。聚伞花序近无梗，着花少数；花梗长约1厘米，被微毛；萼片狭披针形，长5毫米；花冠长约3厘米，花冠筒直径约4.5毫米，喉部略膨大，花冠裂片舌状长圆形，与花冠筒等长，长1.5厘米，外面无毛，内面被微毛；副花冠杯状，外轮裂片三角形，内轮裂片狭线形，端部略膨大，钝头，无毛，比外轮的长2倍；花粉块斜卵圆状，花粉块柄平展，着粉腺菱形，比花粉块小4倍。其他特征与属相同。 花期5月。

## 分布及生境
产丽江和昆明等地；生于海拔1000—2300米的山地石罅中。分布于贵州、四川。